# Ricardo Woodville (1491)
Ricardo Woodville, III conde de Rivers (1453 - 6 de marzo de 1491) fue un noble inglés, que heredó el título de conde de Rivers tras la muerte de su hermano, Antonio Woodville, en 1483. Era hijo de Jacquetta de Luxemburgo y Ricardo Woodville, por tanto hermano de la reina Isabel Woodville, esposa de Eduardo IV.

## Orígenes
Ricardo nació en 1453. Durante la restauración al trono de Enrique VI en 1470, pudo haber funcionado de acuerdo con el bando Lancaster, pues necesitó el perdón de su cuñado en 1471. A diferencia de otros de sus hermanos, Ricardo no gozó de prácticamente poder alguno a través de Eduardo IV. J.R. Lander considera que pudo haber tenido un poder menor en "distintas embajadas y comisiones".

## Conde de Rivers
Ricardo III decapitó a Lord Rivers al tomar el trono, por lo que Ricardo se convirtió en el nuevo conde. No obstante, aunque no fue perseguido por el nuevo monarca, tuvo que callar mientras el rey le despojaba de sus tierras. Cuando en 1485 Enrique VII se hizo con el trono sus propiedades fueron restauradas. Aunque su sobrina Isabel de York era la nueva reina consorte, Lord Rivers siguió sin ocupar ningún cargo importante.
Falleció soltero y sin hijos, por lo que el título de conde de Rivers se extinguió tras su muerte. Las tierras vinculadas a su título retornaron a la corona, mientras que el resto de su herencia pasó a su sobrino Thomas Grey, Marqués de Dorset.